# Жужелци
 Тази статия е за селото в Костенарията.  За селото в Пинд вижте Жужел.  
Жу̀желци (на гръцки: Σπήλαια, Спилеа, до 1928 година Ζούζελτσι, Зузелци или Ζούζιλτσα, Зузилца) е село в Егейска Македония, Гърция, дем Хрупища, област Западна Македония.

## География
Жужелци се намира на 21 километра югозападно от град Костур (Кастория) и на 10 километра югозападно от демовия център Хрупища (Аргос Орестико).

## История

### Етимология
Според „Българския етимологичен речник“ етимологията на името е от думата жужел, означаваща насекомото жътвар. Сравним е глаголът жужя.

### В Османската империя
Селото се споменава в османски дефтер от 1530 година с 11 семейства под името Жужелджи. Основна забележителност на Жужелци е църквата „Света Неделя“, строена в 1853 година върху основите на стар храм от XVIII век. Край селото са развалините на средновековната църква „Свети Димитър“.
В края на XIX век Жужелци е чисто българско село. Според статистиката на Васил Кънчов („Македония. Етнография и статистика“) в 1900 година Жужелци има 560 жители българи.
На Етнографската карта на Битолския вилает на Картографския институт в София от 1901 година Жужелци е чисто българско село в Костурската каза на Корчанския санджак с 90 къщи.
В началото на XX век цялото население на Жужелци е под върховенството на Цариградската патриаршия, но след Илинденското въстание в началото на 1904 година минава под върховенството на Българската екзархия. Същата година турските власти не допускат учителите Никола Костойчинов от Охрид и Кист. Георгиева от Хрупища да отворят българско училище. По данни на секретаря на екзархията Димитър Мишев („La Macédoine et sa Population Chrétienne“) в 1905 година в Жужелци има 720 българи екзархисти.
Гръцки статистики от 1905 година не отразяват промяната и показват Зузилца като село с 500 жители гърци.
Според Георгиос Панайотидис, учител в Цотилската гимназия, пишещ в 1910 година:
| „ | Жужелци (Ζούζελτση), 2 часа югозападно от Хрупища. Състои се от 70 семейства схизматици от 1903 година. Заедно със Старичани и Осничани е център на българските усилия в Костенарията. Сега Българският комитет, чрез задоволяване на интересите на глупавите жители на селото, ги поддържа в схизмата. | “ |

Според Георги Константинов Бистрицки Жужелци преди Балканската война има 80 български къщи, а според Георги Христов и 1 куцовлашка.
При избухването на Балканската война в 1912 година 15 души от Жужелци са доброволци в Македоно-одринското опълчение.
На етническата карта на Костурското братство в София от 1940 година, към 1912 година Югелци е обозначено като българско селище.

### В Гърция
През войната селото е окупирано от гръцки части и остава в Гърция след Междусъюзническата война. От 1914 до 1919 година 50 жужулчани, а след 1919 още 55 емигрират в България по официален път. Боривое Милоевич пише в 1921 година („Южна Македония“), че Жужелци има 60 къщи славяни християни. В 1928 година селото е прекръстено на Спилеа.
В документ на гръцките училищни власти от 1941 година се посочва, че в Жужелци
| „ | населението е славянско... говори се на гръцки и на славянски. | “ |

През Втората световна война в селото е създадено подразделение на Централния македонобългарски комитет, както и чета на българската паравоенна организация Охрана. Селото е изгорено от германците. По време на Гражданската война селото също пострадва силно и 124 души се изселват в социалистическите страни. След войната започва масова емиграция отвъд океана.
| Име        | Име        | Ново име           | Ново име           | Описание                                        |
| ---------- | ---------- | ------------------ | ------------------ | ----------------------------------------------- |
| Тулище     | Τουλίστε   | Рема Македономахон | Ρέμα Μακεδονομάχων | река в Одре, десен приток на Галешово (Марчища) |
| Петенарово | Πετενάροβο | Петинари           | Πετεινάρι          | връх в Одре (867 m), СИ от Жужелци              |

| Година    | 1913 | 1920 | 1928 | 1940 | 1951 | 1961 | 1971 | 1981 | 1991 | 2001 | 2011 | 2021 |
| --------- | ---- | ---- | ---- | ---- | ---- | ---- | ---- | ---- | ---- | ---- | ---- | ---- |
| Население | 566  | 268  | 240  | 368  | 140  | 123  | 94   | 94   | 71   | 57   | 31   | 23   |

## Личности
Родени в Жужелци
- Андон Калчев (1910 - 1948), български икономист и офицер, смятан за организатор на „Охрана“
- Андон Сикавица (1914 – 1995), деец на ДАГ
- Васил (Цильо) Михо, българин, православен, арестуван преди април 1904 година, обвинен като „водач и помагач в убийството на Тимур Али от костурското село Жужелци, убит от страна на българските бунтовници“, осъден от Извънредния съд на 3 години каторга, лежал в Битолския затвор, амнистиран с общата амнистия от 12 април 1904 година[23]
- Владимир Балючев (1912 - 1996), български журналист
- Димитър Сикавичовски, български общественик, деец на българското църковно и просветно дело в Хрупища
- Илия Балючев (1886 - ?), български революционер
- Кирязо Сикавичовски, български общественик, деец на българското църковно и просветно дело в Хрупища
- Коста Кичуков (1909 – ?), български комунист
- Коста Тухул, свещеник, наказан от ВМОРО за предателство през февруари 1904 година[24]
- Михаил Балючев, български революционер, арестуван през юни 1903 година и осъден[25]
- Никола Балючев, български революционер[24]
- Никола Сикавичовски, български общественик и революционер
- Стефо Калчов, гръцки комунист, сражавал се в редиците  на ЕЛАС в периода на окупацията 1942 – 1944 година; заловен в сражение с германците край село Нестрам е измъчван, отрязани са му ушите, носът и избодени очите, след което е обезглавен[26]
- Филип Попташов, наказан от ВМОРО за предателство през февруари 1904 година[24]
- Христо Попделбов, български революционер, деец на ВМОРО[27]
- Янаки Сикавичовски, български общественик и революционер
- Яни Хаджипаскалев, български революционер, заедно с брат си Димитър е сред лидерите на българското църковно-учебно дело в Хрупища

Македоно-одрински опълченци от Жужелци
- Александър Христов (Алекси, 1880 – след 1943), македоно-одрински опълченец, 4-та рота на 2-ра скопска (или 10-а прилепска) дружина, 3-та рота на 11-та сярска дружина;[28] на 25 март 1943 година, като жител на Сушина, Преславско, подава молба за българска народна пенсия, която е одобрена и пенсията е отпусната от Министерския съвет на Царство България[29]
- Атанас Паскалов (1880 – ?), македоно-одрински опълченец, Трета рота на Десета прилепска дружина[30]
- Димитър Алексиев, македоно-одрински опълченец, 20-годишен, Шеста охридска дружина, ранен в Междусъюзническата война на 8 юли 1913 година[31]
- Димитър Живков, македоно-одрински опълченец, Първа рота на девега велешка дружина, носител на орден „За храброст“ IV степен[32]
- Димитър Христов (Мито, 1860 – ?), македоно-одрински опълченец, Първа рота на Десета прилепска дружина[33]
- Димитър Янков (1892 – ?), македоно-одрински опълченец, нестроева рота на Седма кумановска дружина[34]
- Иван Христов (1877 – ?), македоно-одрински опълченец, Първа рота на Десета прилепска дружина[35]
- Киро Христов (1856 – ?), македоно-одрински опълченец, Втора рота на Десета прилепска дружина[36]
- Костадин Паскалев (Паскалиев, 1892 – ?), македоно-одрински опълченец, Втора рота и нестроева рота на Седма кумановска дружина[30]
- Никола Димитров, (1892 – ?) македоно-одрински опълченец, нестроева рота на Седма куманосвска дружина[37]
- Паскал Н. Томов (1893 – ?), македоно-одрински опълченец, Трета рота на Тринадесета кукушка дружина, безследно изчезнал на 13 май 1913 година. Може би идентичен с Паскал Николов.[30]
- Паскал Николов (Ников, 1893 – ?), македоно-одрински опълченец, четата на Никола Андреев[38]
- Петър Василев (Василов, 1892 – ?), македоно-одрински опълченец, Втора рота на Седма куманосвска дружина[39]
- Сотир Николов (1891 – ?), македоно-одрински опълченец, Първа рота на Шеста охридска дружина, носител на бронзов медал[40]
- Тома Георгиев (1887 – ?), македоно-одрински опълченец, Четвърта рота на Десета прилепска дружина, Трета рота на Единадесета сярска дружина[41]